# Жабінець Олександр Михайлович
Олекса́ндр Миха́йлович Жабіне́ць (нар. 17 липня 1975 р., Верхівцеве, Верхньодніпровський район, Дніпропетровська область — 24 серпня 2014, Чумаки, Старобешівський район, Донецька область) — старший сержант, Збройні сили України.

## Життєпис
Народився 1975 року у Верхівцевому (Верхньодніпровський район, Дніпропетровська область).
У часі війни — кулеметник, 39-й батальйон територіальної оборони «Дніпро-2».
24 серпня 2014-го загинув на блокпосту 39-04 — перехрестя доріг між селами Чумаки та Олександрівка — в часі наступу терористичних загонів. Тоді відбувався наступ у тил українським силам в Іловайську. Тоді ж загинули молодший сержант Сергій Ряженцев, солдат Валерій Шмалій та військовик, чия особа не встановлена. 15 вересня 2014-го тіла ексгумували пошуковці місії «Експедиція-200» і привезли до Запоріжжя.
Упізнаний за експертизою ДНК, похований у Верхівцевому 7 лютого 2015-го.

## Нагороди та вшанування
За особисту мужність і героїзм, виявлені у захисті державного суверенітету та територіальної цілісності України, вірність військовій присязі під час російсько-української війни
- нагороджений орденом «За мужність» III ступеня (4.6.2015, посмертно).
- Його портрет розміщений на меморіалі «Стіна пам'яті полеглих за Україну» в Києві: секція 3, ряд 8, місце 5
- Вшановується 24 серпня на щоденному ранковому церемоніалі вшанування українських захисників, які загинули цього дня в різні роки внаслідок російської збройної агресії[1]